# Yandex

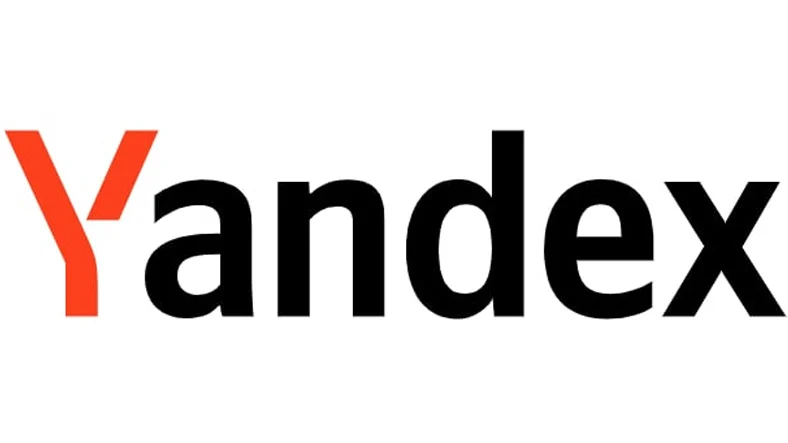
Logo-ul Yandex

Yandex (rusă Я́ндекс) (NASDAQ: YNDX) este o companie ruso-olandeză cu sediul în Amsterdam și sediul operativ central în Moscova, care dezvoltă un număr de servicii și produse pe Internet - în special motorul de căutare cu același nume, clasat pe locul 8 din lume în 2009 și având o cotă de piață de 52,9% în Rusia în ianuarie 2018. Misiunea companiei este de a oferi răspunsuri la întrebările utilizatorilor (explicite sau implicite).
Pagina de start "Yandex" a fost evaluată ca fiind pagina de internet cea mai populară din Rusia. Yandex are peste 56 de milioane de utilizatori în întreaga lume. Pagina de internet este prezent și în Belarus (), Kazahstan () și Ucraina ( Arhivat în 1 martie 2022, la Wayback Machine.). O altă companie, "Yandex Labs", o divizie deținută în întregime de Yandex, este situată în San Francisco Bay Area, California, Statele Unite.

## Oficii
Yandex are birouri în 17 țări.
Yandex a lansat laboratoarele Yandex din Silicon Valley în 2008 și, de asemenea, la Istanbul în 2011.
Yandex a deschis un birou de vânzări în Lucerna în 2012, pentru a-și servi clienții europeni de publicitate. În 2014, au deschis, de asemenea, un birou de cercetare și dezvoltare în Berlin.
Yandex și-a deschis primul birou în Shanghai în 2015, pentru a lucra cu companii chineze care lucrează pe piața rusă.

## Proprietari și management

### Structura de proprietate
"Capital Yandex N.V." este format din două tipuri de acțiuni - 273.945.528 clasa A (un vot pe acțiune) și 45.597.969 clasa B (zece voturi pe acțiune).
Structura de proprietate a companiei "Yandex N.V." la sfârșitul anului 2015:
- Arkady Voloj - 34,459,684 acțiuni de categoria B - 10,78% din acțiuni (47,21% din voturi).
- Baillie Gifford & Co. - 22.308.791 acțiuni de categoria A - 6,98% (3,06% din voturi).
- Cercetări de capital, Investitori globali - 18 341 000 acțiuni din clasa A - 5,74% (2,51% din voturi).
- Vladimir Ivanov - 9.512.491 acțiuni de categoria A și 3.318.884 acțiuni de categoria B - 4,02% (5,85% din voturi).
- Elena Ivașențeva - 3,025,085 acțiuni de categoria A - 1,10%.

Un total de 12,72% din acțiuni și 49,78% din voturi sunt concentrate în mâinile conducerii.
Împreună cu majoritatea acționarilor, dețin 29,46% din acțiuni și controlează 61,20% din voturi.

### Conducerea
- John Boynton - Președinte interimar al Consiliului de Administrație.[16][17]
- Arkadii Voloj - CEO.

- Ilya Segalovici (1993-2013) - Director pentru Tehnologie și Dezvoltare.

- Aleksandru Șulghin (2014-2017) - director general[18].
- Mihail Parahin (2015 - nv) - director de tehnologie.[19]
- Greg Abovschi - director operațional și financiar.[20]

## Servicii și aplicații
Fiind cel mai mare portal din Rusia, Yandex oferă utilizatorilor săi o varietate de servicii, cum ar fi: Yandex.Search, Yandex.Maps, Yandex.Market, Blog Search, Narod.ru, Yandex.Probki, Yandex.Money, Yandex Mail, Yandex.News.
În mai 2018, Yandex și-a prezentat propria rețea neurală artificială, numită "DeepHD", capabilă să îmbunătățească calitatea înregistrărilor video.

## Activitatea de investiții
Din 2010, Yandex a investit în companii rusești și străine. Printre companiile investite au fost: Vizi Labs, Face.com, Blekko, Seismotech, Multiship, SalesPredict, Doc+.

## Calitatea motorului de căutare
Periodic, algoritmii Yandex, ce răspund de calitatea emiterilor informațiilor căutate, sunt schimbați. Aceasta duce la modificarea rezultatelor în procesul de căutare. Schimbarea algoritmilor nu contribuie neapărat la îmbunătățirea calității obținerii rezultatelor solicitate. Astfel de schimbări, anunțate oficial, au avut loc, de exemplu, în martie 2004, august 2005 și ianuarie 2007; conform informațiilor neoficiale, sunt semnificativ mai multe (de exemplu, în august-septembrie 2007). O schimbare majoră a avut loc în noiembrie 2009, când a fost publicată o versiune actualizată a programului de căutare „Snejinsk” (în rusă: Снежинск). Ultima schimbare a avut loc în decembrie 2010, când Yandex a introdus o nouă tehnologie de căutare „Spectrum” (Спектр) (versiunea „Krasnodar” (Краснодар)). Aceasta permite luarea în considerare a nevoilor utilizatorilor care nu au fost expliciți în formularea cererii de căutare. De exemplu, la cererea [beethoven], utilizatorii primesc rezultatele despre biografia compozitorului, a operelor sale și a filmului „Beethoven”. În decembrie 2012, Yandex a introdus o nouă platformă de căutare, intitulată „Kaliningrad”, care efectuează o căutare personală ținând cont de interesele personale ale utilizatorului.